# Arlan Pablo Vieira
Arlan Pablo Vieira (Tenente Portela, 3 luglio 1990) è un giocatore di calcio a 5 brasiliano naturalizzato italiano.

## Carriera

### Club
Giocatore offensivo il cui ruolo naturale è quello di pivot, all'occorrenza è stato utilizzato anche come laterale avanzato. È soprannominato "Japa" per via dei tratti orientali. Nel 2009 è acquistato dal Belluno. Nel 2011 passa allo Zanè Vicenza, vincendo il campionato di (serie B). La stagione successiva sempre allo Zané, ma in serie A2, realizza 31 gol che permettono alla società la vittoria del campionato. Nel 2013 è acquistato dal Fabrizio, dove trova la sua definitiva consacrazione, 27 gol in 28 gare tra campionato, Coppa Italia e play-off in serie A2 il primo anno, 25 gol in 25 gare tra campionato (serie A), Winter Cup, Coppa Italia e play-out il secondo. Grazie al ripescaggio dei calabresi, nella stagione 2014-15 Vieira debutta in Serie A, trascinando a suon di gol la squadra alla qualificazione in Coppa Italia. Nei play-out contro il Sestu, Japa è decisivo nella permanenza del Fabrizio nella massima serie: nella gara di andata realizza una doppietta che fissa il risultato sul 4-3 mentre in quella di ritorno sigla tre marcature, condannando i sardi alla retrocessione. Nonostante le richieste di altre società, Vieira rimane a Corigliano anche nel campionato seguente, risultando nella prima metà della stagione regolare uno dei marcatori più prolifici della categoria insieme a Márcio Zanchetta. Nel dicembre del 2015 viene acquistato dalla neopromossa Cogianco non riuscendo tuttavia a esprimere - anche a causa del calo della formazione laziale - la propria vena realizzativa, mettendo a segno solamente 5 gol in 10 partite in campionato, 1 gol in 2 partite in Winter Cup e 1 gol in 2 partite in Coppa Italia.

### Nazionale
In possesso della doppia cittadinanza, il 15 settembre 2015 viene convocato per la prima volta dal ct Roberto Menichelli nella Nazionale di calcio a 5 dell'Italia, esordendo una settimana più tardi nel corso del doppio test amichevole contro la Croazia. Con la maglia azzurra disputa in totale 7 gare, tutte nel 2015, realizzando una rete del 6-1 con cui l'Italia supera la Macedonia nel girone di qualificazione al Mondiale del 2016.

## Palmarès
- Campionati di Serie A2: 1

Zanè Vicenza: 2012-13
- Campionati di Serie B: 1

Zanè Vicenza: 2011-12